# Trelleborg–Sassnitz

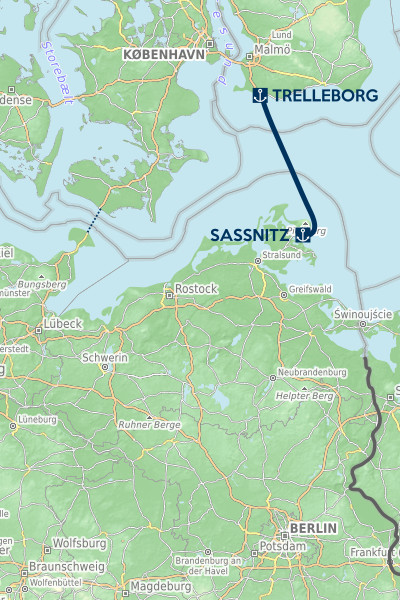
Färjerutten Trelleborg-Sassnitz.

Trelleborg–Sassnitz, också kallad Kungslinjen och Kungsleden, är en nedlagd färjelinje över Östersjön, mellan Trelleborg och Sassnitz på den tyska ön Rügen, som har varit både en tågfärjelinje, bilfärjelinje och från 1985 en del av E22.
Fram till 2020 var operatören på linjen Stena Line. Därefter trafikerades linjen med en snabbfärja (katamaran) av operatören FRS till 2022 (men då på linjen Ystad–Sassnitz). Från den 2 april 2023 flyttades trafiken tillbaka till Trelleborg, men lades ned den 30 september 2024. Överfarten tog då cirka två och en halv timme.

## Historik

### Förhistoria
Den 1 maj 1897 hade postbefordran med ångbåt mellan Trelleborg och Sassnitz påbörjats.

### 1909–1945
Tågfärjelinjen startade den 6 juli 1909, och var då den andra internationella tågfärjerutten efter den 1903 invigda förbindelsen mellan Gedser i Danmark och Warnemünde i Tyskland. Den kallades även Kungsleden eftersom den invigdes av den svenske kungen Gustaf V och den tyske kejsaren Wilhelm II (tillika kung av Preussen).
Fram till andra världskriget var linjen järnvägens huvudförbindelse ut i Europa, med direktvagnar bland annat mellan Stockholm och Berlin.

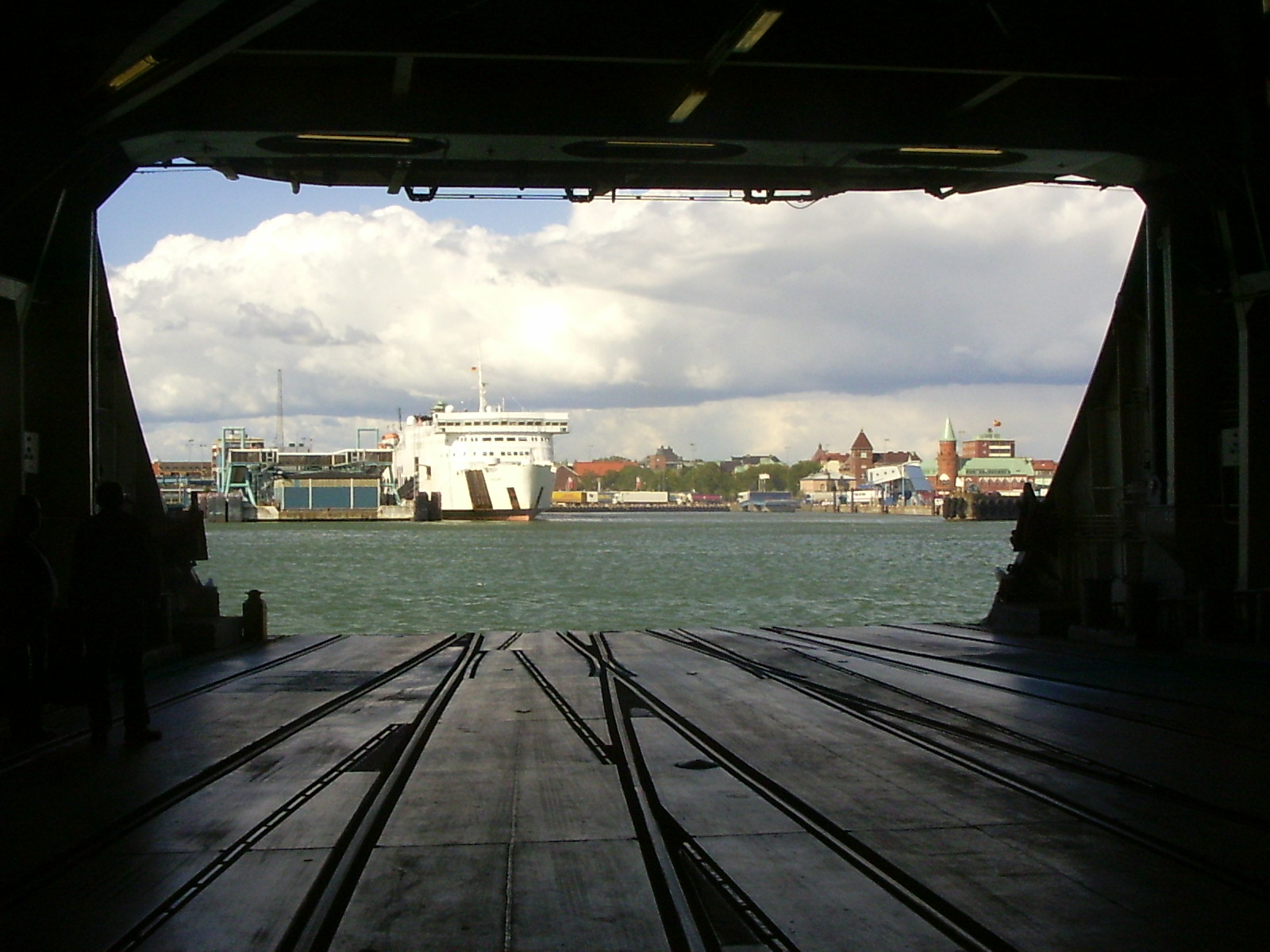
Färja ankommer Trelleborg

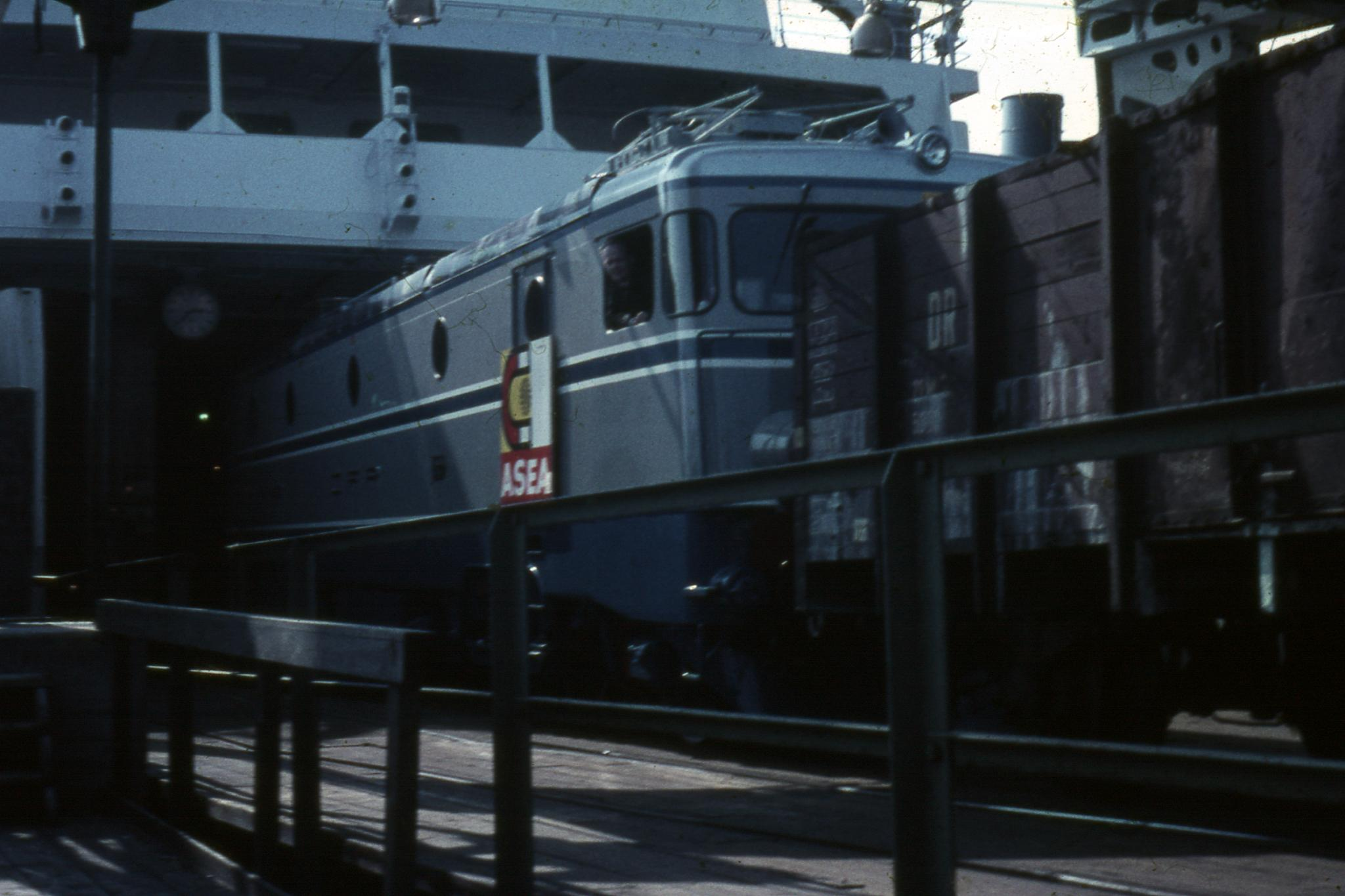
Ett CFR EA-lok lastas på järnvägsfärjan på väg från Västerås till Brașov 1966.

### 1948–1990: färjeleden korsar järnridån
Efter omfattande förstörelse av hamnen i Sassnitz ställdes trafiken in våren 1945, för att åter öppnas den 16 mars 1948. Under tiden omdirigerades färjetrafiken från Trelleborg till Odra Port, sedan 1959 benämnd Świnoujście, i Polen. 
Tåg kördes mellan Stockholm–Berlin över Trelleborg–Sassnitz under hela perioden 1948–1990, men under Kalla kriget minskade ledens betydelse dramatiskt. Antalet resenärer hade avtagit och handelsutbytet mellan Sverige och DDR var avsevärt mycket mindre än Sveriges handel mot Västtyskland. Dessutom hade slutmålet för järnvägsförbindelsen, Berlin, degraderats från att ha varit en viktig huvudstad till en kluven stad med begränsad kommersiell betydelse. Sassnitz låg i Östtyskland, som blev en sovjetisk satellitstat och anslöts till det sovjetledda handelspakten Comecon bakom järnridån. Och reserestriktioner för den östtyska befolkningen gjorde att endast svenskar och västberlinare kunde utnyttja färjelinjen i någon större omfattning. Eftersom det gällde inreserestriktioner i form av visumkrav och omfattande pass- och tullkontroller för resor till Östtyskland, så utvecklades inte heller turismen från svenskt håll. I stället vann västligare rutter till dåvarande Västtyskland i betydelse, via Danmark och, främst, Trelleborg–Travemünde.
Det gjordes ändå satsningar från östtyskt och svenskt håll i form av nya färjor och nya hamnanläggningar. När trafiken återupptogs 1948 hade flera av färjorna gått på leden sedan tidigt 1900-tal och var inte anpassade efter modern godshantering eller för person- och lastbilar. Från svenskt och östtyskt håll kom man att följa uppdelningen från gamla tyska tiden där Sverige och Tyskland hade ansvaret för varsitt fartyg på färjeleden. M/S Trelleborg byggdes på uppdrag av Statens Järnvägars Tågfärjedrift och sattes i bruk 1958, en färja som brukar räknas till en av de vackraste fartygen av sin typ som byggts i Sverige. Motsvarande östtyska fartyg blev M/S Sassnitz (1959). I samband med att dessa nya färjor sattes i drift byggdes Sassnitz hamn om med bil- och lastbilsuppställningsplatser och färjeläget försågs med en karaktäristisk kurva för att överbrygga höjdskillnaderna mellan färjeläget och Sassnitz stad.
En ny satsning på färjorna gjordes under 1980-talet när nybyggda färjor med samma namn togs i bruk: M/S Trelleborg 1982 och motsvarande östtyska fartyget M/S Sassnitz 1989. Vid mitten av 80-talet började trafiken marknadsföras som TS Line, där T:et och S:et stod för Trelleborg respektive Sassnitz.

### Efter 1990
1998 flyttades färjeläget från Sassnitz stad till Fährhafen Mukran, som ligger söder om själva Sassnitz. I det gamla färjeläget revs biluppställningsytorna och bangården liksom den karaktäristiska bilbron.
Under nittiotalet hade persontågstrafiken Malmö–Berlin varit omfattande, men år 2000 reducerades den till nattåget Berlin Night Express, vilket 2012 ersattes av ett av Veolias liggvagnståg, som förutom under sommaren enbart gick varannan dag och inte gjorde uppehåll för resande någonstans på vägen. Godstågstrafiken var däremot fortfarande betydande.
Etthundraårsdagen firades den 6 juli 2009 under närvaro av prinsessan Desirée med tal av Trelleborgs kommunfullmäktigeordförande Inger Hansson och borgmästare Dieter Holtz från Sassnitz. I färjelinjens entréhall avtäcktes Johan Falkmans monumentalmålning Kulturprofilen, som dokumenterar arbetet i hamnen under 100 år.
Från den 1 oktober 2014, då M/S Trelleborg togs ur drift, var M/S Sassnitz ensamt kvar på sträckan. Under coronapandemin 2020 ställdes trafiken med M/S Sassnitz in den 14 mars, och Stena Line valde då att lägga ner linjen. Ny operatör blev därefter FRS Baltic, som först trafikerade Ystad–Sassnitz men 2023 återförde trafiken till Trelleborg, tills den lades ned 2024.

## Operatörer
Vid starten 1909 drevs linjen gemensamt av Statens Järnvägar och det preussiska statliga Preußische Staatseisenbahnen. Då de tyska ländernas järnvägar slogs samman 1920 övertog Deutsche Reichsbahn den tyska delen av driften. Efter andra världskriget drevs den tyska verksamheten genom det östtyska Deutsche Reichsbahn. Efter den tyska återföreningen uppgick Deutsche Reichsbahn 1994 i Deutsche Bahn. 
Deutsche Bahn förde över rederiverksamheten i dotterbolaget Deutsche Fährgesellschaft Ostsee mbH (DFO). 1998 fusionerades DFO med det danska Scandlines A/S. Delägare till det nya Scandlines AG blev Deutsche Bahn och den danska staten till vardera 50 procent. 2007 privatiserades Scandlines AG och nya ägare blev det tyska rederiet DSR, Allianz Capital samt den brittiska 3i-fonden.
Statens Järnvägar flyttade färjeverksamheten till SweFerry AB som ändrade namn till Scandlines AB 1997 samtidigt som de danska och tyska namnen ändrades. Scandlines AB såldes 1999 till Stena Line, som har varit delägare till rutten sedan dess. Stena Line köpte 2012 Scandlines AG del av linjen.
Stena Line upphörde med trafiken i samband med coronapandemin 2020 och 2023-2024 var FRS Baltic operatör på linjen.

## Hamnar och landförbindelse
Hamnen i Trelleborg ligger nära stadens centrum. Det går lätt att komma ut på vägen norrut, E 6-E 22. Det finns kollektivtrafik med buss. Kontinentalbanan svänger av österut från hamnen och rundar Trelleborg i en vid båge för att svänga av mot nordväst på väg mot Malmö. Före 1970 gick Kontinentalbanan i ett mer centralt läge igenom Trelleborg som skapade trafikstockningar då alla vägarna korsade järnvägen i samma plan. 
Sedan 1998 angör linjen färjeläget i Mukran, strax utanför Sassnitz, som både har mer plats och ger direkt väganslutning söderut, eftersom man inte längre behöver köra genom Sassnitz. Järnvägstrafiken kan färdas direkt ut på järnvägsnätet utan att färdas uppför landbacken igenom Sassnitz (som gjordes tidigare och som skapade stora växlingsarbeten på Sassnitz bangård). Mukran har dock sämre förbindelser för den som vill gå av färjan och fortsätta med buss eller tåg. Man får gå en bit och sedan ta lokalbussen. Trelleborg har dock tåg nära terminalen.
Nattåget Berlin Night Express trafikerade sträckan Berlin–Malmö och följde med färjan.

## Färjor
- S/S Drottning Victoria (1909)
- S/S Preussen (1909)
- S/S Deutschland (1909)
- S/S Konung Gustav V (1910)
- S/S Starke (1931)
- M/S Trelleborg (1958)
- M/S Sassnitz (1959)
- M/S Warnemünde (1963)
- M/S Skåne (1966)
- M/S Drottningen (1968)
- M/S Stubbenkammer (1971)
- M/S Rügen (1972)
- M/S Götaland (1973)
- M/S Svealand (1973)
- M/S Rostock (1977)
- M/S Trelleborg (1981)
- M/S Sassnitz (1989)
- HSC Skane Jet (2023)

## Föreslagen fast förbindelse
I december 2011 offentliggjordes planer på en föreslagen cirka 100 km lång undervattenstunnel för höghastighetsjärnväg till en beräknad kostnad omkring tjugo miljarder euro, efter en geologisk undersökning som visat att det är möjligt med hänsyn till de geologiska förhållandena att anlägga en tunnel under Östersjön mellan Trelleborg och Rügen/tyska fastlandet vid Strelasund, som dels kan avlasta Öresundsförbindelsen (såväl som den föreslagna HH-tunneln) från tåg som färdas genom Köpenhamn men dels också ge Oslo och Stockholm en snabb och kortaste möjlig förbindelse till städer som Berlin.

## Källhänvisningar
1. 1 2  Stena Line (8 april 2020). ”Stena Line planerar att stänga linjen Trelleborg-Sassnitz permanent”. Pressmeddelande.  Läst 9 april 2020. Arkiverad från originalet den 2020-07-28.
2. ↑  Fredrik Sjöstrand, Peter Ottosson (25 september 2024). ”Efter misslyckade färjesatsningen i Ystad – Kungslinjen lägger ner i Trelleborg”. Ystads Allehanda. https://www.ystadsallehanda.se/2024-09-25/efter-misslyckade-farjesatsningen-i-ystad-nu-lagger-kungslinjen-ner-i-trelleborg/. Läst 3 november 2024.
3. ↑  ”From Germany to Sweden in only 2 hours and 30 minutes: FRS takes over traditional ferry route”. https://www.frs.world/news/from-germany-to-sweden-in-only-2-h-and-30-min-frs-takes-over-traditional-ferry-route.
4. ↑  ”Från Sverige till Tyskland på under 2,5 timme”. FRS. Arkiverad från originalet den 14 januari 2023. https://web.archive.org/web/20230114205206/https://www.frs-baltic.com/sv/reseinformation/snabbaste-sjoevaegen.
5. ↑  Christopher Kullenberg Rothvall (3 april 2023). ”Nu återuppstår Kungslinjen”. Sjöfartstidningen. Arkiverad från originalet den 4 augusti 2023. https://archive.is/lAkFB. Läst 4 augusti 2023.
6. ↑  ”Statens Järnvägar Färjerederiet”. Kommandobryggan. http://kommandobryggan.se/Bryggan/sj.htm.
7. ↑  ”Mynewsdesk. Stena Line expanderar i Östersjön”. 30 maj 2012. Arkiverad från originalet den 10 november 2019. https://web.archive.org/web/20191110153840/http://www.mynewsdesk.com/se/pressreleases/stena-line-expanderar-i-oestersjoen-767120. Läst 10 november 2019.
8. ↑  Markku Björkman (27 februari 2013). ”Trelleborg strategiskt bra för tunnel till Tyskland”. infrastrukturnyheter.se. Conventus Media House. https://www.infrastrukturnyheter.se/20190804/10687/trelleborg-strategiskt-bra-tunnel-till-tyskland. Läst 8 januari 2023.
9. ↑  Benedikta Cavallin (18 mars 2013). ”Tågtunnel under Östersjön kan bli verklighet”. Sveriges Radio P4. https://sverigesradio.se/artikel/5476715. Läst 8 januari 2023.